# Перль (Эна)
Перль (фр. Perles) — коммуна во Франции, находится в регионе Пикардия. Департамент коммуны — Эна. Входит в состав кантона Фер-ан-Тарденуа. Округ коммуны — Суасон.
Код INSEE коммуны — 02597.

## Население
Население коммуны на 2010 год составляло 80 человек.
| 1962 | 1968 | 1975 | 1982 | 1990 | 1999 | 2010 |
| ---- | ---- | ---- | ---- | ---- | ---- | ---- |
| 102  | 65   | 61   | 57   | 56   | 66   | 80   |

## Экономика
В 2010 году среди 53 человек трудоспособного возраста (15—64 лет) 40 были экономически активными, 13 — неактивными (показатель активности — 75,5 %, в 1999 году было 70,7 %). Из 40 активных жителей работали 38 человек (20 мужчин и 18 женщин), безработных было 2 (0 мужчин и 2 женщины). Среди 13 неактивных 6 человек были учениками или студентами, 2 — пенсионерами, 5 были неактивными по другим причинам.